# John Bibby & Sons
«John Bibby & Sons» (1840 — c 1851 до декабря 1853) — британская компания, правопреемник компании «John Bibby & Co.», которая выступала в роли морского брокера, судовладельца, агента и оператора своих и чужих парусных судов, агента и оператора направлений (линий) торговли морем. Компания «John Bibby & Sons» занималась этим же бизнесом и, как и её предшественница, базировалась в Ливерпуле.
В литературе можно найти следующие варианты названия компании:
- «John Bibby & Sons»
- «J. Bibby & Sons»
- «Bibby & Sons»
- «Bibbys»

## Владельцы, партнеры и знаковые лица
- Джозеф М. Бибби (−1855) — сын основателя «Bibby» компаний Джона Бибби.
- Джеймс Бибби — сын основателя «Bibby» компаний Джона Бибби.
- Фредерик Ричардс Лейлэнд — начав работать учеником в компании «John Bibby & Sons», продвинулся и взял компанию на себя в 1872—1873 годах, основав новую компанию «Leyland Shipping Line».
- Джеймс Мосс (англ. James Moss) —
- Густав Кристиан Швабе — немецкий еврей из Гамбурга, который вначале учился в «John Bibby & Sons», а потом, став финансистом, в большом объёме инвестировал в «Bibbys».

## Партнёрские компании
«J. & G. Thomson» — морские инженеры, которые построили три пассажтрских судна для «John Bibby & Sons» в 1852—1853 годах.
"«E. J. Harland» —
«Harland & Wolff» —

## История

### «John Bibby & Sons»
Семья Бибби перенесла трагедию в 1840 году, когда, 19 июля 1840 года 65-летний глава семьи Бибби и глава компании «John Bibby & Co.» Джон Бибби возвращался в свой дом на Маунт-Плезант в Линакр Марш и подвергся нападению и избиению разбойниками, которые отобрали у него охотничьи часы и ничего больше. Джон Бибби в бессознательном состоянии был брошен ими в пруд, где и утонул. В то время три из четырёх его сыновей были заняты в бизнесе:
- Джеймс Дженкинсон Бибби, самый младший был офис-менеджером в Ливерпуле, где он и оставался.
- Джон Бибби младший был агентом своего отца в Индии и вернулся в Ливерпуль после смерти его отца.
- Джозеф Меллард Бибби был партнером, но в большей степени сосредоточен на бизнесе с металлами, а не в части судоходства.
- Томас, четвёртый сын, ушел в церковь.[2]

После смерти Джона Бибби в 1840 году бизнес перешёл к его сыновьям, компания «John Bibby & Co.» претерпела рестайлинг и, в знак уважения к их отцу, стала называться «John Bibby & Sons». Последний сын Джеймс Бибби возглавил правление после смерти отца и был в правлении до 1873 года, когда Фредерик Ричардс Лейлэнд одержал контрольный пакет акций и взял правление на себя. Также в 1840 году компания прекратила свой сервис пакет-судами между Паркгейтом (англ. Parkgate) и Дублином.
В 1844 году Энн Джейн Лэйлэнд (англ. Ann Jane Leyland) убедила «John Bibby & Sons», старейшую судоходную линию (компанию) в Ливерпуле, взять к себе в качестве ученика её старшего сына Фредерика Ричардса Лейлэнда.
В 1840-х Густав Кристиан Швабе стал младшим партнёром в судоходной компании «John Bibby & Sons», которая базировалась в Ливерпуле. В то же время, Швабе встретился с Эдвардом Джеймс Харланд. Тогда Харланд был учеником в «Robert Stephenson and Company», находящейся в Ньюкасл-апон-Тайне. Швабе договорился за Эдварда Харланд, чтобы его наняли морские инженеры «J. & G. Thomson», которые строили корабли для «John Bibby & Sons».
В 1850 году железные пароходы доказали свою выгоду и твёрдо вошли во флот. Торговля велась в первую очередь с Средиземноморьем, экспортируя товары британского производства в обмен на местные сельскохозяйственные продукты. Говорили, что Фредерик Ричардс Лейлэнд сыграл важную роль в 1850 году для ввода в «Bibby» пароходов для Средиземноморской торговли. В 1850 году компания приобрела свой первый пароход для средиземноморского сервиса.

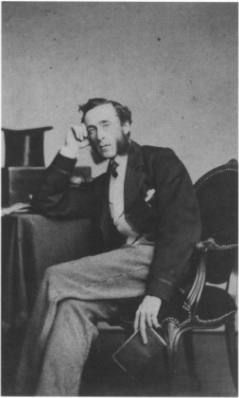
Фредерик Ричардс Лейлэнд. 1870 год.

### «Bibby & Co.»
Пока не ясно, была ли компания переименована и перестроена в «Bibby & Co.» и потом в «John Bibby, Sons & Co.», но сказано, что с 1851 года компания стала публичной, то есть «& Co.». С 1951 иногда (и в 1959 году тоже в одной британской газете) встречается название компании «Bibby & Co.», а с декабря 1853 года встречается в основном название «John Bibby, Sons & Co.». Строительство пароходов требовало совместных усилий производств в нескольких отраслях, то есть компания перестала быть чисто семейной и были привлечены владельцы судостроительных, медеплавильных и прочих заводов. Перспектива открытия Суэцкого канала требовала завязать компанию с прочими влиятельными особами.
Винтовой пароход Tiber построила в 1851 году компания «J. Reid & Co. Ltd.». Вот что писал про этот пароход Эдвард Джеймс Харланд:
```
"... пароход для «Bibby and Co.» на 
Клайде
, судостроитель Мистер Джон Рид (
англ.
 
John Read
) и двигатели от 
«J. and G. Thomson»
, в то время я был с ними (с Томсонами). Пароход рассматривался на предмет экстремальной длины, которая составляла 235 футов, в пропорции к ширине, которая была 29 футов. Серьёзные опасения, сможет ли судно выстоять в буйном море, были откинуты. Думали, что корабли в таких пропорциях могут сгибаться и даже небезопасны. Однако, на мой взгляд казалось, что пароход имел большой успех. С этого времени я начал думать и работать над преимуществами и недостатками такого судна, рассматривая это с точек взгляда судовладельца и судостроителя. Результат имел перевес в пользу судовладельца, и это причиняло трудности судостроителю в строительстве судна. Однако, эти трудности, я думал, могут быть легко преодолены."
[
10
]
```

### «John Bibby, Sons & Co.»
Британские газеты, датированные 2 декабря 1953 и позже, называют компанию «Bibby, Sons & Co.», «John Bibby, Sons & Co.», «J. Bibby, Sons & Co.».
В 1854 году совместный сервис в направлении Левант, Константинополь и Бейрут был начат в ассоциации с Джеймсом Моссом (англ. James Moss), для которого была сформирована «Levant Screw Steam Shipping Co.». Пароходы «Bibby» «Albanian» и «Corinthian», дымовые трубы которых окрашены в жёлтый цвет, располагались лагом к пароходам Джеймса Мосса на данном маршруте.
В 1854 году было завершено строительство последнего парусного судна компании, получившего название Pizarro.
В 1855 году Джозеф М. Бибби умер, оставив Джона Бибби (II) в качестве единственного оставшегося в живых члена семьи в судоходной части бизнеса.

## Торгово-пассажирские направления обслуживаемые парусными судами компаний «Bibbys» с 1840 года
- 1801—1870 Ливерпуль — перевозки вдоль побережья
- 1805—1873 Ливерпуль — Средиземноморье
- Где-то с 1830-х — Ливерпуль — Вест-Индия / Британская Гвиана (British Guiana)
- 1830-х — Ливерпуль — Южная Америка
- 1834 — Ливерпуль — Бомбей / Дальний Восток[8]

## Торгово-пассажирские направления обслуживаемые пароходами компаний «Bibbys» с 1850 по 1953 год
- 1850—1873 Liverpool — Mediterranean[8]